# Pseudobunaea cleopatra
Pseudobunaea cleopatra är en fjärilsart som beskrevs av Aurivillius 1893. Pseudobunaea cleopatra ingår i släktet Pseudobunaea och familjen påfågelsspinnare. Inga underarter finns listade i Catalogue of Life.